# Antytoksyna jadu żmij
Antytoksyna jadu żmij – preparat leczniczy, antytoksyna zawierająca swoiste przeciwciała skierowane przeciwko jadowi żmij.
Antytoksyna jadu żmij zawiera swoistą końską immunoglobulinę G, która wiążąc jad żmij, neutralizuje jego właściwości toksyczne. Preparat otrzymuje się z surowicy koni immunizowanych jadem europejskiej żmii zygzakowatej.

## Skutki uboczne i przeciwwskazania
Może wystąpić wstrząs anafilaktyczny, choroba posurowicza (7–20 dni po podaniu preparatu), której objawami są: obrzęk w miejscu wstrzyknięcia, powiększenie węzłów chłonnych, podwyższenie temperatury ciała, obrzęk stawów, pokrzywka, a w ciężkich przypadkach – uszkodzenie nerek, zapalenie nerwów. Nie powinno się podawać antytoksyny osobom nadwrażliwym na białko końskie.